# Краснопёрки
Краснопёрки (лат. Scardinius) — род рыб семейства карповых (Cyprinidae).
В водах России один вид этого рода — краснопёрка. На Дальнем Востоке обитают виды рода Tribolodon — краснопёрки-угаи, или дальневосточные краснопёрки.

## Виды
В род входит пять видов:
- Scardinius acarnanicus
- Scardinius erythrophthalmus — Краснопёрка
- Scardinius graecus
- Scardinius racovitzai
- Scardinius scardafa